# Pleonotoma
Pleonotoma Miers,  es un género de plantas de la familia Bignoniaceae que tiene 48 especies de árboles.

## Descripción
Son bejucos, con las ramitas agudamente tetragonales con ángulos acostillados, sin campos glandulares interpeciolares; pseudoestípulas angostas, frecuentemente caducas. Hojas 3-ternadas o 2-ternadas y a veces con 1 zarcillo trífido; folíolos elípticos a elíptico-ovados, 2.1–16 cm de largo y 0.8–9.5 cm de ancho, ápice agudo a acuminado, generalmente con tricomas simples al menos en las axilas de los nervios laterales del envés; pecíolos y peciólulos fuertemente angulados. Inflorescencia un racimo corto, largamente pedicelado, generalmente terminal, mayormente glabro, flores amarillas; cáliz cupular, truncado, 5–9 mm de largo; corola tubular-infundibuliforme, 6.4–10 cm de largo, el tubo glabro por fuera, lobos lepidoto-glandulares y puberulentos; tecas divaricadas; ovario linear-oblongo, 4 mm de largo, lepidoto; disco anular-pulvinado. Cápsula linear a linear-oblonga, 15–30 cm de largo y 1.7–2.7 cm de ancho, aguda en ambos extremos, algo comprimida, lepidota, ligeramente áspera en la superficie, obscura al secarse; semillas 1.1–1.5 cm de largo y 3–5 cm de ancho, alas y semillas café.

## Taxonomía
El género fue descrito por John Miers  y publicado en Proceedings of the Royal Horticultural Society of London 3: 184. 1863. La especie tipo es: Pleonotoma jasminifolia (Kunth) Miers. 

## Especies seleccionadas
| - Pleonotoma albiflora - Pleonotoma auriculatum - Pleonotoma bracteata - Pleonotoma brittoni | - Pleonotoma castelnaei - Pleonotoma chondrogona - Pleonotoma clematis - Pleonotoma decomposita |